# Caetano Rodrigues Caminha
Vice-Almirante Caetano Rodrigues Caminha (1850-1930), filho de Mathias Rodrigues Caminha, nascido em Lisboa, na freguesia do Socorro, em 1850, foi capitão de mar-e-guerra e mais tarde Vice-Almirante . Faleceu em Lisboa em 29 agosto de 1930.
Enquanto na juventude prestava serviço em Macau, fez parte da tripulação da corveta "Duque de Palmela", que em 1873 partiu de Hong-Kong para ir a Saigão receber o governador de Macau,  Visconde de Januário, e a sua comitiva, para serem conduzidos a Banguecoque na corveta portuguesa. No trajecto, o comandante do navio ficou tão perturbado com os perigos da navegação na baía de Banguecoque que, ao passar uma zona bastante perigosa de bancos de areia, e ao ver a embarcação soçobrar, pediu para ser substituído pelo Caetano de Rodrigues Caminha e atirou-se ao mar! Este episódio é descrito por um jornal brasileiro da época, da província do Maranhão. 
Na escuna "Príncipe D. Carlos", teve de defender várias vezes Macau dos ataques dos piratas, e foi frequentemente atacado por embarcações chinesas com equipagens de 60 a 70 homens, em escaramuças de que resultaram, numa das ocasiões, a morte de um capitão e de dois grumetes, tendo-se Caetano salvado "em estado lastimoso", segundo os documentos da época. No ano seguinte, a escuna afundou-se em Macau devido a um forte tufão.  
Entre 1883 e1886 foi governador de Benguela.
Em 5 de Outubro de 1910, Caetano Rodrigues Caminha comandava a fragata  D. Fernando, que, na manhã do dia da implantação da República, embora ostentando a bandeira monárquica, já se havia colocado do lado dos republicanos. Reformou-se no ano seguinte, com a graduação de Vice-Almirante. 

Exerceu funções de direção na Comissão de Faróis e Balizas  e foi autor do livro "Breve noticia sobre a Escola de Allunos marinheiros de Lisboa" 